# Urbiano
Urbiano è la frazione più popolosa del comune di Mompantero. Sorge in una conca naturale, nata con numerose frane che hanno interessato la località nel corso degli scorsi secoli, ed è caratterizzato dal ritrovamento di numerosi cunicoli che si pensa conducessero all'Abbazia di Novalesa e a numerose cantine sovrapposte alla Cascina. Sorge sulla strada provinciale che da Susa porta al Rocciamelone e tra il rio Gendola e le cascata "La Brarda" dietro Villa Couvert Clivio Cottarelli.

## Storia
Urbiano significa letteralmente urbano, infatti nel periodo romano era abitato dagli schiavi che lavoravano nella vicinissima Susa. Si ipotizza che sotto numerosi metri di terra e detriti franosi ci possano essere dei reperti. I più anziani della località dicono addirittura un arco. Nella parte più bassa della frazione, alla Casnina, si trovava un convento, intuibile per la disposizione delle case e del ritrovamento di alcuni manuali sacri e statuette di santi nelle cantine sottostanti.

## Monumenti, luoghi di interesse e manifestazioni
- La frazione è sormontata dalla chiesa della Madonna dell'Ecova
- Nella frazione è presente un acquedotto romano, riscoperto e valorizzato già negli anni '60 dell` '800, é oggetto di interesse storico e nel primo decennio del 2000 è stato ristrutturato
- Nella parte più bassa della frazione sorge la Villa Couvert Clivio Cottarelli.
- Nella frazione é presente una chiesa evangelica e una chiesetta di Santa Brigida[non chiaro], utilizzata tutti i sabati pomeriggi per la santa messa alle ore 17
- Il primo week-end di febbraio si tiene "La festa dell'orso", in piemontese "Fora l'ours", in concomitanza con la festa di Santa Brigida
- Nel mese di agosto, la via principale, Via Roma, viene percorsa dal Trofeo Stellina, una gara podistica di corsa in montagna, che parte da Piazza Savoia a Susa e giunge a Cota Rossa a Mompantero. La gara è stata creata per commemorare la battaglia delle Grange Sevine dell'agosto 1944